# Дослідницький проєкт «Рембрандт»

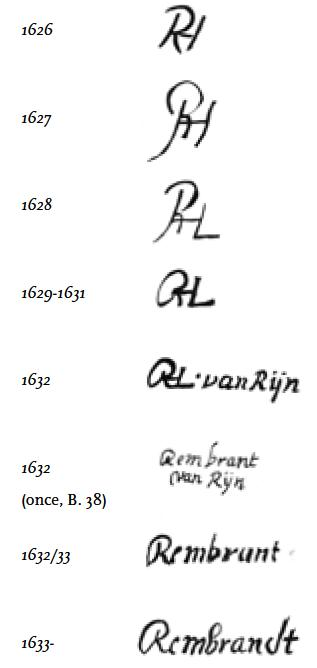
Підписи Рембрандта, опубліковані Дослідницьким проєктом Рембрандт.

Дослідницький проєкт «Рембрандт» (англ. Rembrandt Research Project) — проєкт, ініційований Нідерландською організацією наукових досліджень з метою організації та класифікації досліджень творчого спадку Рембрандта для виявлення нових фактів про цього художника Золотого століття Голландії і його майстерню. Проєкт був розпочатий у 1968 році, з того часу здобув авторитет у Рембрандті, а його слово в питанні автентичності картин художника є останнім.

## Результати
Багато творів, що приписуються Рембрандту, були виконані його учнями та помічниками і протягом століть продавалися під його ім'ям; до середини XX століття їх кількість перебільшувала декілька тисяч. Дослідження проєкту «Рембрандт» дали сенсаційні результати: багатьом картинам, відомим раніше як твори Рембрандта, було відмовлено в авторстві художника, що призвело до серйозної критики діяльності проєкту з боку музейників.
Виданий в рамках проєкту п'ятитомник A Corpus of Rembrandt Paintings (Зібрання картин Рембрандта) має остаточний авторитет серед всіх аукціонних домів і дилерів, які працюють з творами Рембрандта і його майстерні. Дослідницький проєкт виявився неоціненним для істориків мистецтва. Відсутність подібного проєкту для інших видатних голландських художників, таких як Франс Галс, гостро відчувається музеями та колекціонерами, які намагаються отримати схоже підтвердження для своїх картин. Проте, проєкт також викликав дискусію про можливість остаточної атрибуції, особливо для художників, які були пов'язані з однією або декількома майстернями.

## Завершення проєкту
На початку 2011 року рада Дослідницького проєкту «Рембрандт» проголосувала за припинення діяльності проєкту до кінця 2011 року, попри те, що приблизно чверть творчого спадку Рембрандта досі не досліджена. Головною причиною став брак дослідників, спроможних перебрати на себе відповідальніть за посаду Ернста вад дер Ветерінга, голови проєкту, який був задіяний у ньому з 1968 року. Іншою причиною стало недостанє фінансування, оскільки Нідерландська організація наукових досліджень припинила фінансування у 1998 році. Тим не менш, за фінансової підтримки Фонду Меллона, Нідерландського інституту історії мистецтв і Мауріцгейса був запущений пілотний проєкт База даних Рембрандта [Архівовано 5 листопада 2015 у Wayback Machine.], в основу якого будуть покладені дослідження проєкту «Рембрандт» та їх майбутні доповнення.